# Charles Terrasse
Charles Terrasse, né le 1er octobre 1893 au Grand-Lemps et mort le 23 mars 1982 dans le 16e arrondissement de Paris, est un historien de l'art français, « une des figures marquantes de l'historiographie française du XXe siècle ».

## Biographie

### Famille et formation

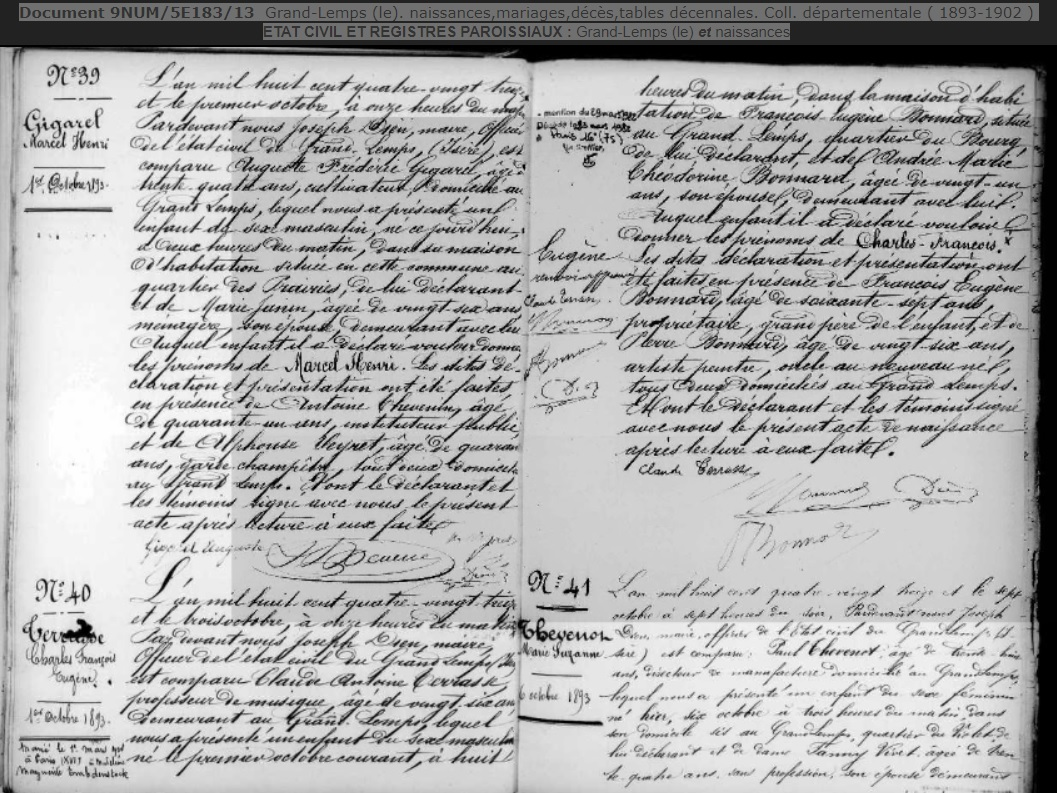
Acte de naissance de Charles Terrasse.

Charles François Eugène Terrasse naît le 1er octobre 1893 au Grand-Lemps (Isère) du mariage de Claude Terrasse (1867-1923), compositeur de musique, et de son épouse Andrée Marie Théodorine Bonnard (1872-1923), sœur de Pierre Bonnard.
Entré à l’École nationale des chartes, il obtient en 1920 le diplôme d’archiviste paléographe. Nommé attaché temporaire au département de peintures du musée du Louvre, il devient membre de l’École française de Rome en février 1921. Il part étudier l’art de la Renaissance en Italie. En 1923, il est chargé d’une mission spéciale par le gouvernement tchécoslovaque en Europe Centrale et parcourt la Tchécoslovaquie, l’Allemagne, la Pologne et l’Autriche. En 1924, il obtient le diplôme de l'École du Louvre en « Histoire de la sculpture ».
Le 1er mars 1928, il épouse Madeleine Marguerite Umbdenstock à la mairie du 16e arrondissement de Paris.

### Carrière professionnelle
Il est ensuite attaché au département des peintures du Louvre. Il entre à la direction de l’enseignement supérieur. Il est chargé de mission en Italie, en Hongrie, en Autriche et en Espagne. Par la suite, Paul Léon, directeur général des Beaux-Arts, l’attache à son cabinet en 1926. Ce dernier le nomme ensuite inspecteur des Beaux-Arts et des Monuments historiques de l’Empire chérifien. Puis, de 1931 à 1934, il est contrôleur général des Beaux-Arts en Égypte, où il excelle dans son rôle d'organisateur dans le domaine des Beaux-Arts (théâtre, opéra, expositions). À son retour, il a pour mission de créer un musée de la Renaissance et de la Chasse au château de Chambord. En 1936, il est attaché au cabinet du ministre de l'Éducation nationale, Jean Zay. Il est, de même, nommé secrétaire général du conservatoire de Paris. En 1937, il est conservateur adjoint du département des Musées napoléoniens au château de Fontainebleau, et ceci jusqu’en 1964.
Selon l’auteur et conservateur d’art Jean-Pierre Samoyault, Charles Terrasse « fut une des figures marquantes de l'historiographie française du XXe siècle ».
Charles Terrasse a été fait officier de l'ordre national de la Légion d'honneur.

## Publications
Charles Terrasse a écrit plusieurs ouvrages d’Histoire et d’Histoire de l’art, consacrés notamment à la période de la Renaissance, de l’art moderne et à l'architecture, en particulier des églises et des châteaux. Il a écrit au sujet de plusieurs peintres (Sodoma, Goya, Van Gogh, Bonnard, Renoir, Manguin, Jouve, etc.) et collabora à plusieurs collections ou à des catalogues de musées.
Quelques exemples :
- 1925 - Le château d'Écouen, [lire en ligne].
- 1926 - L'Architecture lombarde de la Renaissance (1450-1525), [lire en ligne].
- 1927 - Médersas du Maroc, [lire en ligne].
- 1927 - L'Art des châteaux de la Loire, [lire en ligne].
- 1928 - Le château de Chenonceau, [lire en ligne].
- 1930 - Germain Pilon : biographie critique illustrée, [lire en ligne].
- 1938 à 1946 - Histoire de l'art depuis l'origine jusqu'à nos jours, en trois tomes (tome 1 : Préhistoire, Antiquité, Art Byzantin, Art Musulman ; tome 2 : Art Roman, Art Gothique, renaissance ; tome 3 : Temps modernes, Extrême-Orient)[5].
- 1943-1970 - François Ier : le roi et le règne, en trois volumes[6].
Ce travail sur François Ier, son monarque favori, est salué par Jean-Pierre Samoyault : « Charles Terrasse est dans la tradition des grands érudits d'autrefois. Patiemment, sans se hâter, il échafaude un monument sur le souverain qu'il a toujours aimé [...]. François est son héros ; les qualités qu'il lui reconnaît : la générosité naturelle, la fantaisie, l'amour de la liberté, sont celles qu'il apprécie le plus, car Charles Terrasse est un humaniste au sens le plus noble du terme »[3].
- 1945 - L'Hôtel-Dieu de Rouen, [lire en ligne].
- 1946 - La cathédrale, miroir du monde[7].
- 1952 - Napoléon à Fontainebleau, [lire en ligne].
- 1956 - Fontainebleau, [lire en ligne].

## Pour approfondir

### Iconographie

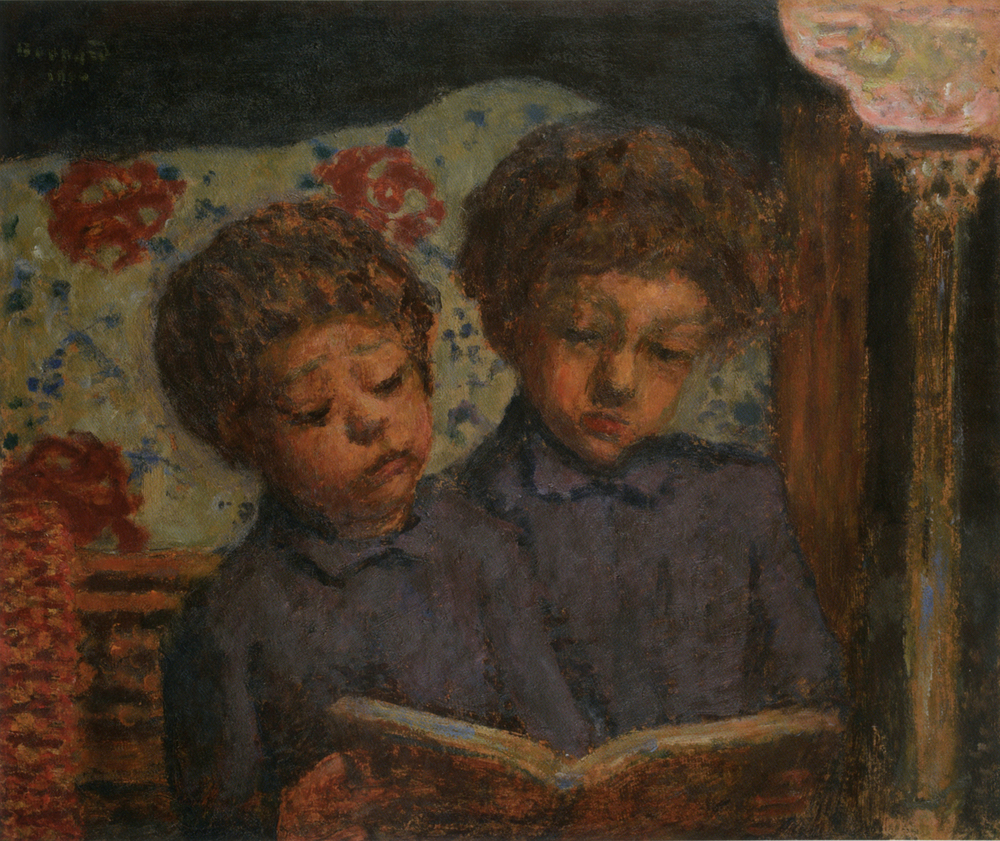
Charles Terrasse (à gauche) et son frère Jean, par Pierre Bonnard.

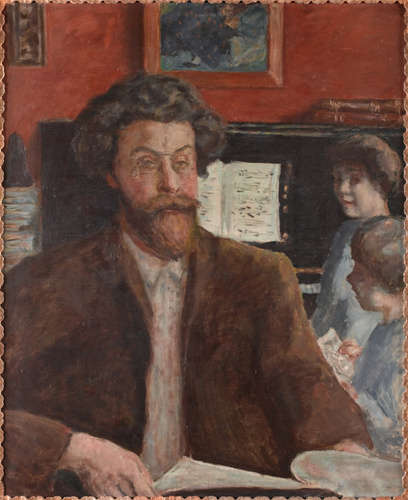
Claude Terrasse, Charles et Jean, par Pierre Bonnard

Charles Terrasse est représenté enfant dans plusieurs œuvres de Pierre Bonnard.
Le musée d'Orsay possède quatre œuvres de Pierre Bonnard sur lesquelles figure Charles Terrasse.

### Filmographie
- 2023 : César Domboy l'interprète dans Bonnard, Pierre et Marthe.